# Visnums landsfiskalsdistrikt
Visnums landsfiskalsdistrikt var 1918-1951 ett landsfiskalsdistrikt i Värmlands län, bildat som Kristinehamns landsfiskalsdistrikt när Sveriges indelning i landsfiskalsdistrikt trädde i kraft den 1 januari 1918, enligt beslut den 7 september 1917. När Sveriges nya indelning i landsfiskalsdistrikt trädde i kraft den 1 oktober 1941 (enligt kungörelsen den 28 juni 1941) ändrades distriktets namn till Visnum. När Sveriges nya indelning i landsfiskalsdistrikt trädde i kraft den 1 januari 1952 (enligt kungörelsen 1 juni 1951) upphörde distriktet och dess ingående kommuner överfördes till Väse landsfiskalsdistrikt.
Landsfiskalsdistriktet låg under länsstyrelsen i Värmlands län.

## Ingående områden
1 januari 1923 (enligt beslut den 25 augusti 1922) upphörde delningen av Nysunds landskommun på två län och hela kommunen förlades till Örebro län och Svartå landsfiskalsdistrikt. 1 januari 1951 inkorporerades Varnums landskommun i Kristinehamns stad, och dess område upphörde att tillhöra landsfiskalsdistriktet.

### Från 1918
Visnums härad:
- Del av Nysunds landskommun: Den del av landskommunen som tillhörde Värmlands län.[2]
- Rudskoga landskommun
- Södra Råda landskommun
- Visnums landskommun
- Visnums-Kils landskommun

Ölme härad:
- Varnums landskommun

### Från 1923
Visnums härad:
- Rudskoga landskommun
- Södra Råda landskommun
- Visnums landskommun
- Visnums-Kils landskommun

Ölme härad:
- Varnums landskommun

### Från 1951
Visnums härad:
- Rudskoga landskommun
- Södra Råda landskommun
- Visnums landskommun
- Visnums-Kils landskommun